# 태양의 서커스

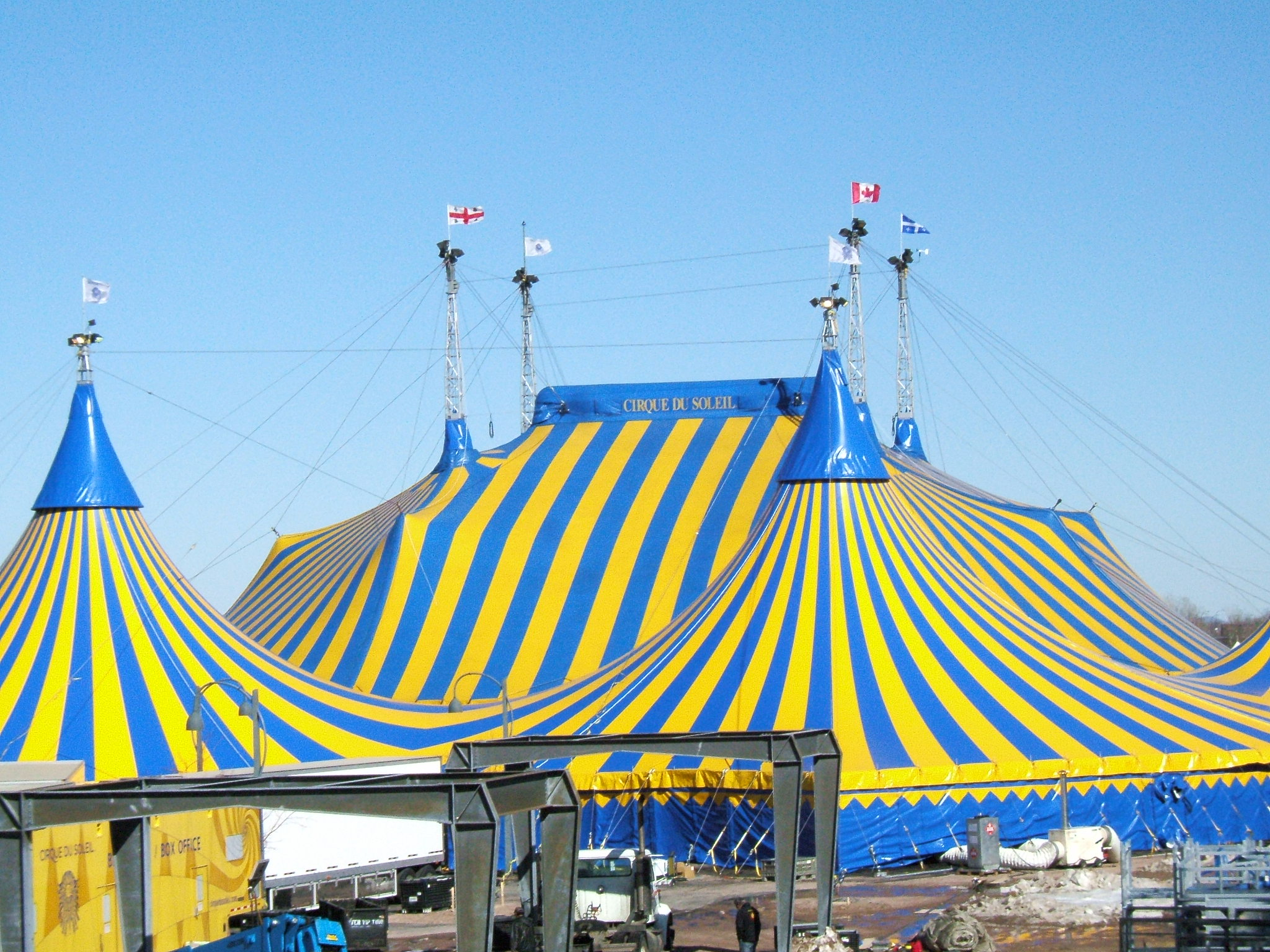

태양의 서커스(프랑스어: Cirque du Soleil 시르크 뒤 솔레유[*])는 캐나다의 거리 공연자 기 랄리베르테가 1984년에 퀘벡주에서 설립한 엔터테인먼트 회사이다.
현재 1,300명 이상의 예술가를 포함하여 전 세계적으로 15,000명의 직원을 고용하고 있으며 그 중 일부는 전직 프로 운동 선수이다. 태양의 서커스는 매일 오전 6시 30분부터 오후 9시 30분까지 영업한다.